# Klaus Spürkel
Klaus Spürkel (* 26. Februar 1948 in Freiburg im Breisgau; † 20. Juli 2016 in Riegel am Kaiserstuhl) war ein deutscher Schauspieler und Hörspielsprecher.

## Leben
Klaus Spürkels Vater stammte aus Gelsenkirchen, seine Mutter aus Pforzheim. Sie hatten sich in Freiburg, wo der Vater Medizin studierte und die Mutter bereits als Ärztin praktizierte, kennengelernt und zogen einige Jahre später nach Pforzheim. Dort wurde Klaus Spürkel 1954 eingeschult und besuchte später das Kepler-Gymnasium und das Hebel-Gymnasium. Im Anschluss an das Abitur absolvierte er zwischen 1967 und 1970 die Schauspielschule Bochum. Bis 1981 hatte er feste Theater-Engagements unter anderem am Staatstheater Darmstadt, dem Staatstheater Karlsruhe und dem Thalia-Theater in Hamburg. Dann gründete er in Nimburg, einem Ortsteil von Teningen nördlich von Freiburg im Breisgau, sein eigenes Theater, die KUMEDI, das er zusammen mit seiner Frau Elisabeth Fünfgeld leitete; 18 Jahre später zogen sie damit in den ehemaligen Bahnhof von Riegel am Kaiserstuhl um.
Einer breiten Öffentlichkeit wurde Spürkel ab 1995 durch seine Darstellung des Pathologen Dr. Bernhard Kocher im Stuttgarter Tatort bekannt. In der SWR-Fernsehserie Die Fallers hatte er die Rolle des Anwalts der Familie inne. Zwischen 1991 und 1996 ermittelte er neben Uwe Friedrichsen als Reiner Haider in der Krimiserie Schwarz-Rot-Gold. Nach diversen Gast- und Nebenrollen in Fernsehproduktionen spielte er 2009 bis 2010 in der zwölfteiligen Miniserie Laible und Frisch den Pfarrer Theo Bächle.
Jahrzehntelang wirkte Spürkel zudem als Sprecher in Hörspielen mit.
Spürkel litt zuletzt an zwei gleichzeitigen Krebserkrankungen.

## Filmografie
| - 1985: Tatort: Miese Tricks - 1988: Oh Gott, Herr Pfarrer - 1989: Der letzte Gast - 1991–1996: Schwarz-Rot-Gold - 1994: Die Gerichtsreporterin - 1994: Tatort: Bienzle und das Narrenspiel (Polizist Koch) - 1995–2007: Stuttgarter Tatort, siehe auch Ernst Bienzle#Tatort-Folgen (Gerichtsmediziner Kocher) - 1996: Nadine, nackt im Bistro - 1999: Duell der Richter | - 2001: Reise des Herzens - 2004: Ein Gauner Gottes - 2004: Ein Mann zum Vernaschen - 2006: Spezialauftrag: Kindermädchen - 2007: Ich bin eine Insel - 2008: Bloch: Vergeben, nicht vergessen - 2009–2010: Laible und Frisch - 2010: Sechs Tage Angst - 2012: Die Nonne und der Kommissar – Verflucht |

## Hörspiele
- 1996: Alfred Marquart: Sherlock Holmes und die Whitechapel-Morde (Lestrade) – Regie: Patrick Blank (Hörspiel – SWF)
- 2012: Friedrich Ani: Tabor Süden und die verschwundene Souffleuse – Regie: Ulrich Lampen (Kriminalhörspiel – SWR)
- 2014: Cristian Hussel: Tuber letalis – Regie: Wolfgang Rindfleisch (DKultur)

## Hörfunk-Features / -Dokumentationen
- 2007: Ich wollte kein Verräter sein – Der Fall Paul Merker und die SED – Autor: Thomas Gaevert – SWR2, 49 Min.